# Tavel (Gard)
Tavel település Franciaországban, Gard megyében. Lakosainak száma 2032 fő (2022. január 1.). Tavel Rochefort-du-Gard, Lirac, Pujaut, Roquemaure és Saint-Victor-la-Coste községekkel határos.

## Népesség
A település népessége az elmúlt években az alábbi módon változott:
| Lakosok száma | 965  | 1383 | 1439 | 1688 | 1891 | 1939 | 1979 | 2029 | 2029 | 2032 |
|               | 1968 | 1982 | 1990 | 2006 | 2013 | 2015 | 2017 | 2019 | 2020 | 2022 |